# Actio in rem
Een actio in rem is in de Romeinse rechtswetenschap een vordering.
Hierin wordt een recht op een specifieke zaak geclaimd, dit ter onderscheiding van een actio in personam. Het geclaimde recht kon zowel eigendom betreffen als een ander zakelijk recht. Dergelijke rechten op een zaak, die in principe tegen eenieder gelden, worden ook wel een absoluut recht genoemd.
Kenmerkend voor een actio in rem is, dat deze niet gezien werd als een kwestie tussen een eiser en een specifieke tegenpartij, maar als een eenzijdig verzoek van de eiser aan de rechter om zijn rechten op een specifieke zaak vast te stellen. In de praktijk kwam aan een actio in rem meestal wel een wederpartij te pas, doch deze kon niet gedwongen worden om aan het proces deel te nemen.
Het belangrijkste voorbeeld van een actio in rem is de rei vindicatio, waarin de eigenaar van een zaak deze zaak opeist. Deze vordering is, naar Romeins recht, niet ingekleed als een recht van de eigenaar jegens de bezitter tot afgifte, maar als een recht van de eigenaar om zich (opnieuw) de macht over een bepaalde zaak te verschaffen, onverschillig bij wie deze zich bevindt.